# МКХ-10: Клас XV. Вагітність, пологи та післяпологовий період

## (O00-O99) Клас XV.Вагітність,пологитапісляпологовий період

### (O00-O08) Вагітність з абортивним наслідком
| (O00)   | Позаматкова вагітність |
| (O00.0) | Черевна вагітність |
| (O00.1) | Трубна вагітність |
| (O00.2) | Оваріальна вагітність |
| (O00.8) | Інша ектонічна вагітність |
| (O00.9) | Позаматкова вагітність, неуточнена                                                                                               |
| (O01)   | Пузирний занос |
| (O01.0) | Класичний гідатиформний занос |
| (O01.1) | Неповний та частковий гідатиформний занос                                                                                        |
| (O01.2) | Передуюча гіпертонічна хвороба з переважним ураженням нирок, яка ускладнює вагітність, пологи та післяпологовий період           |
| (O01.3) | Передуюча гіпертонічна хвороба з переважним ураженням серця та нирок, яка ускладнює вагітність, пологи та післяпологовий період. |
| (O01.4) | Передуюча вторинна гіпертонія, яка ускладнює вагітність, пологи та післяпологовий період                                         |
| (O01.9) | Гідатиформний занос, неуточнений                                                                                                 |
| (O02)   | Інші анормальні продукти запліднення                                                                                             |
| (O02.0) | Завмерла вагітність |
| (O02.1) | Викидень, який не відбувся |
| (O02.8) | Інші уточнені анормальні продукти запліднення                                                                                    |
| (O02.9) | Анормальний продукт запліднення, неуточнений                                                                                     |
| (O03.4) | Неповний аборт |
| (O04)   | Медичний аборт |
| (O05)   | Інші види аборту |
| (O06)   | Неуточнений аборт |
| (O07)   | Невдала спроба аборту |
| (O07.0) | Невдалий медичний аборт, ускладнений інфекцією статевих шляхів та малого таза                                                    |
| (O07.1) | Невдалий медичний аборт, ускладнений віддаленою                                                                                  |
| (O07.2) | Невдалий медичний аборт, ускладнений емболією                                                                                    |
| (O07.3) | Невдалий медичний аборт з іншими неуточненими ускладненнями                                                                      |
| (O07.4) | Невдалий медичний аборт, без ускладнень                                                                                          |
| (O07.5) | Інший та неуточнений невдало здійснений аборт,ускладнений інфекцією статевих шляхів і малого таза                                |
| (O07.6) | Інший та неуточнений невдало здійснений аборт,ускладнений пізньою або надмірною кровотечею                                       |
| (O07.7) | Інший та неуточнений невдало здійснений аборт,ускладнений емболією                                                               |
| (O07.8) | Інший та неуточнений невдало здійснений аборт, з іншими та неуточненими ускладненнями                                            |
| (O07.9) | Інший та неуточнений невдало здійснений аборт,без ускладнень                                                                     |
| (O08)   | Ускладнення внаслідок аборту, позаматкової та молярної вагітності та пузирного заносу                                            |
| (O08.0) | Інфекція статевих шляхів і малого таза внаслідок аборту, позаматкової та молярної вагітності                                     |
| (O08.1) | Пізня або надмірна кровотеча внаслідок аборту і позаматкової та молярної вагітності                                              |
| (O08.2) | Емболія внаслідок аборту, позаматкової та молярної вагітності                                                                    |
| (O08.3) | Шок внаслідок аборту, позаматкової та молярної вагітності                                                                        |
| (O08.4) | Ниркова недостатність внаслідок аборту, позаматкової та молярної вагітності                                                      |
| (O08.5) | Метаболічні порушення внаслідок аборту, позаматкової та молярної вагітності                                                      |
| (O08.6) | Ушкодження органів та тканин малого таза внаслідок аборту, позаматкової та молярної вагітності                                   |
| (O08.7) | Інші венозні ускладнення внаслідок аборту, позаматкової та молярної вагітності                                                   |
| (O08.8) | Інші ускладнення внаслідок аборту, позаматкової та молярної вагітності                                                           |
| (O08.9) | Ускладнення внаслідок аборту, позаматкової та молярної вагітності, неуточнені                                                    |

### (O10-O16) Набряк, протеінурія та гіпертензія при вагітності, пологах та в післяпологовому періоді
| (O10)   | Передуюча гіпертонія, ускладнююча вагітність, пологи та післяпологовий період                   |
| (O10.0) | Передуюча основна гіпертензія, ускладнююча вагітність, пологи та післяпологовий період          |
| (O10.1) | Передуюча гіпертонічна хвороба серця, яка ускладнює вагітність, пологи та післяпологовий період |
| (O10.9) | Неуточнена передуюча гіпертонія, яка ускладнює вагітність, пологи та післяпологовий період      |
| (O11)   | Існуюча раніше гіпертензія з протеінурією, яка приєдналась                                      |
| (O12)   | Гестаційний (обумовлений вагітністю) набряк та протеінурія без гіпертензії                      |
| (O12.0) | Гестаційний набряк                                                                              |
| (O12.1) | Гестаційна протеінурія                                                                          |
| (O12.2) | Гестаційний набряк з протеінурією                                                               |
| (O13)   | Гестаційна (обумовлена вагітністю) гіпертензія без значної протеінурії                          |
| (O14)   | Гестаційна ( обумовлена вагітністю) гіпертензія зі значною протеінурією                         |
| (O14.0) | Помірна прееклампсія                                                                            |
| (O14.1) | Тяжка прееклампсія                                                                              |
| (O14.9) | Прееклампсія, неуточнена                                                                        |
| (O15)   | Еклампсія                                                                                       |
| (O15.0) | Еклампсія при вагітності                                                                        |
| (O15.1) | Еклампсія під час пологів                                                                       |
| (O15.2) | Еклампсія в післяпологовому періоді                                                             |
| (O15.9) | Еклампсія, неуточнена щодо проміжку часу                                                        |
| (O16)   | Неуточнена материнська гіпертензія                                                              |

### (O20-O29) Інші материнські розлади, переважно пов'язані з вагітністю
| (O20)   | Кровотеча на ранніх строках вагітності                                                     |
| (O20.0) | Загрозливий аборт                                                                          |
| (O20.8) | Інша кровотеча на ранніх стадіях вагітності                                                |
| (O20.9) | Кровотеча на ранніх строках вагітності, неуточнена                                         |
| (O21)   | Невгамовна блювота при вагітності                                                          |
| (O21.0) | Легкий гіперемезис вагітних                                                                |
| (O21.1) | Гіперемезис вагітних з порушенням обміну речовин                                           |
| (O21.2) | Пізня блювота при вагітності                                                               |
| (O21.8) | Інша блювота, ускладнююча вагітність                                                       |
| (O21.9) | Блювота при вагітності, неуточнена                                                         |
| (O22)   | Венозні ускладнення при вагітності                                                         |
| (O22.0) | Варикозні вени нижніх кінцівок при вагітності                                              |
| (O22.1) | Генітальний варикоз при вагітності                                                         |
| (O22.2) | Поверхневий тромбофлебіт при вагітності                                                    |
| (O22.3) | Глибокий тромбофлебіт при вагітності                                                       |
| (O22.4) | Геморой при вагітності                                                                     |
| (O22.5) | Церебральний венозний тромбоз при вагітності                                               |
| (O22.8) | Інші венозні ускладнення при вагітності                                                    |
| (O22.9) | Венозне ускладнення при вагітності, неуточнене                                             |
| (O23)   | Інфекції сечостатевого тракту при вагітності                                               |
| (O23.0) | Інфекції нирок при вагітності                                                              |
| (O23.1) | Інфекції сечового міхура при вагітності                                                    |
| (O23.2) | Інфекції уретри при вагітності                                                             |
| (O23.3) | Інфекції інших відділів сечового тракту при вагітності                                     |
| (O23.4) | Неуточнена інфекція сечового тракту при вагітності                                         |
| (O23.5) | Інфекції статевих шляхів при вагітності                                                    |
| (O23.9) | Інша та неуточнена інфекція сечостатевого тракту при вагітності                            |
| (O24)   | Цукровий діабет при вагітності                                                             |
| (O24.0) | Передуючий цукровий діабет, інсулінозалежний                                               |
| (O24.1) | Передуючий цукровий діабет, інсулінонезалежний                                             |
| (O24.2) | Передуючий цукровий діабет, пов'язаний з порушенням харчування                             |
| (O24.3) | Передуючий цукровий діабет, неуточнений                                                    |
| (O24.4) | Цукровий діабет, виникаючий в період вагітності                                            |
| (O24.9) | Цукровий діабет при вагітності, неуточнений                                                |
| (O25)   | Порушення харчування при вагітності                                                        |
| (O26)   | Інші стани, переважно пов'язані з вагітністю, які потребують допомоги матері               |
| (O26.0) | Надлишкова вага, надбана при вагітності                                                    |
| (O26.1) | Мала вага, надбана при вагітності                                                          |
| (O26.2) | Допомога вагітній при звичному викидні                                                     |
| (O26.3) | Збережений механічний внутрішньоматковий контрацептив при вагітності                       |
| (O26.4) | Герпес вагітних                                                                            |
| (O26.5) | Гіпотензивний синдром вагітних                                                             |
| (O26.6) | Розлади печінки при вагітності, пологах та в післяпологовому періоді                       |
| (O26.7) | Підвивих симфізу (лобкового) при вагітності, пологах та в післяпологовому періоді          |
| (O26.8) | Інші уточнені стани, пов'язані з вагітністю                                                |
| (O26.9) | Стан, пов'язаний з вагітність, неуточнений                                                 |
| (O28)   | Відхилення від норми, виявлені при дородовому обстеженні матері                            |
| (O28.0) | Аномальні гематологічні показники, виявлені при дородовому обстеженні матері               |
| (O28.1) | Аномальні біохімічні показники, виявлені при дородовому обстеженні матері                  |
| (O28.2) | Аномальні цитологічні показники, виявлені при дородовому обстеженні матері                 |
| (O28.3) | Аномальні ультразвукові показники, виявлені при дородовому обстеженні матері               |
| (O28.4) | Аномальні радіологічні показники, виявлені при дородовому обстеженні матері                |
| (O28.5) | Аномальні хромосомні показники, виявлені при дородовому обстеженні матері                  |
| (O28.8) | Інші аномальні показники, виявлені при дородовому обстеженні матері                        |
| (O28.9) | Аномальний показник, виявлений при дородовому обстеженні матері, неуточнений               |
| (O29)   | Ускладнення внаслідок анестезії під час вагітності                                         |
| (O29.0) | Легеневі ускладнення внаслідок анестезії під час вагітності                                |
| (O29.1) | Кардіальні ускладнення внаслідок анестезії під час вагітності                              |
| (O29.2) | Ускладнення зі сторони центральної нервової системи внаслідок анестезії під час вагітності |
| (O29.3) | Токсична реакція на місцеву анестезію під час вагітності                                   |
| (O29.4) | Головний біль, викликаний спінальною та епідуральною анестезією під час вагітності         |
| (O29.5) | Інші ускладнення внаслідок спінальної та епідуральної анестезії під час вагітності         |
| (O29.6) | Невдала чи утруднена інтубація під час вагітності                                          |
| (O29.8) | Інші ускладнення внаслідок анестезії під час вагітності                                    |
| (O29.9) | Ускладнення внаслідок анестезії під час вагітності, неуточнене                             |

### (O30-O48) Стан плоду, амніостичної порожнини і можливі ускладнення пологів, що потребують допомоги матері
| (O30)   | Багатоплідна вагітність                                                                            |
| (O30.0) | Вагітність двійнятами                                                                              |
| (O30.1) | Вагітність трійнею                                                                                 |
| (O30.2) | Чотириплідна вагітність                                                                            |
| (O30.8) | Інша багатоплідна вагітність                                                                       |
| (O30.9) | Багатоплідна вагітність, неуточнена                                                                |
| (O31)   | Ускладнення, специфічні для багатоплідної вагітності                                               |
| (O31.0) | Муміфікований плід                                                                                 |
| (O31.1) | Вагітність, що продовжується після викидня одного чи кількох плодів                                |
| (O31.2) | Вагітність, що продовжується після внутрішньоматкової загибелі одного чи кількох плодів            |
| (O31.8) | Інші ускладнення, специфічні для багатоплідної вагітності                                          |
| (O32)   | Допомога матері при неправильній передлежанні плода, відомому чи передбачуваному                   |
| (O32.0) | Допомога матері при нестійкому положенні плода                                                     |
| (O32.1) | Допомога матері при сідничному передлежанні                                                        |
| (O32.2) | Допомога матері при поперечному та косому передлежанні                                             |
| (O32.3) | Допомога матері при передлежанні обличчям, лобом та підборіддям                                    |
| (O32.4) | Допомога матері при високому стоянні голівки плода до строку пологів                               |
| (O32.5) | Допомога матері при багатоплідній вагітності з неправильним передлежанням одного чи деяких плодів  |
| (O32.6) | Допомога матері при складному передлежанні                                                         |
| (O32.8) | Допомога матері при іншому неправильному передлежанні плода                                        |
| (O32.9) | Допомога матері при неправильному передлежанні плода, неуточнена                                   |
| (O33)   | Допомога матері при невідповідності розмірів тазу і плода, відомій чи передбачуваній               |
| (O33.0) | Допомога матері при диспропорції внаслідок деформації тазових кісток матері                        |
| (O33.1) | Допомога матері при диспропорції внаслідок рівномірно звуженого тазу                               |
| (O33.2) | Допомога матері при диспропорції внаслідок звуження входу тазу                                     |
| (O33.3) | Допомога матері при диспропорції внаслідок звуження виходу тазу                                    |
| (O33.4) | Допомога матері при диспропорції змішаного, у матері і плода, походження                           |
| (O33.5) | Допомога матері при диспропорції внаслідок незвично великого плода                                 |
| (O33.6) | Допомога матері при диспропорції гідроцефалії плода                                                |
| (O33.7) | Допомога матері при диспропорції внаслідок інших деформацій плода                                  |
| (O33.8) | Допомога матері при диспропорції іншого походження                                                 |
| (O33.9) | Допомога матері при диспропорції, неуточненій                                                      |
| (O34)   | Допомога матері при відомих чи передбачуваних аномаліях органів тазу                               |
| (O34.0) | Допомога матері при вроджених вадах розвитку матки                                                 |
| (O34.1) | Допомога матері при пухлині тіла матки                                                             |
| (O34.2) | Допомога матері, пов'язана з рубцем матки, внаслідок передуючої операції                           |
| (O34.3) | Допомога матері при цервікальній недостатності                                                     |
| (O34.4) | Допомога матері при інших аномаліях шийки матки                                                    |
| (O34.5) | Допомога матері при інших аномаліях вагітної матки                                                 |
| (O34.6) | Допомога матері при аномалії вагіни                                                                |
| (O34.7) | Допомога матері при аномаліях вульви та промежини                                                  |
| (O34.8) | Допомога матері при інших аномаліях органів тазу                                                   |
| (O34.9) | Допомога матері при аномалії органів тазу, неуточненій                                             |
| (O35)   | Допомога матері при відомій чи передбачуваній аномалії та ушкодженні плоду                         |
| (O35.0) | Допомога матері при (передбачуваній) ваді розвитку центральної нервової системи плода              |
| (O35.1) | Допомога матері при (передбачуваній) хромосомній аномалії плода                                    |
| (O35.2) | Допомога матері при (передбачуваній) спадковій хворобі плода                                       |
| (O35.3) | Допомога матері при (передбачуваному) ураженні плода в результаті вірусної хвороби матері          |
| (O35.4) | Допомога матері при (передбачуваному) ураженні плода при наявності у матері пристрасті до алкоголю |
| (O35.5) | Допомога матері при (передбачуваному) ураженні плода лікарськими засобами                          |
| (O35.6) | Допомога матері при (передбачуваному) ураженні плода радіацією                                     |
| (O35.7) | Допомога матері при (передбачуваному) ураженні плода іншими медичними процедурами                  |
| (O35.8) | Допомога матері при іншій (передбачуваній) аномалії та ураженні плода                              |
| (O35.9) | Допомога матері при (передбачуваній) аномалії та ураженні плода, неуточнених                       |
| (O36)   | Допомога матері при інших відомих чи передбачуваних патологічних станах плода                      |
| (O36.0) | Допомога матері при резус-ізоімунізації                                                            |
| (O36.1) | Допомога матері при іншій ізоімунізації                                                            |
| (O36.2) | Допомога матері при водянці плода                                                                  |
| (O36.3) | Допомога матері при симптомах гіпоксії плода                                                       |
| (O36.4) | Допомога матері при внутрішньоутробній загибелі плода                                              |
| (O36.5) | Допомога матері при недостатньому зросту плода                                                     |
| (O36.6) | Допомога матері при надлишковому зрості плода                                                      |
| (O36.7) | Допомога матері при наявності життєздатного плода при абдомінальній вагітності                     |
| (O36.8) | Допомога матері при інших уточнених патологічних станах плода                                      |
| (O36.9) | Допомога матері при патологічному стані плода, неуточненому                                        |
| (O40)   | Полігідрамніон                                                                                     |
| (O41)   | Інші розлади, пов'язані з амніотичною рідиною та оболонками плода                                  |
| (O41.0) | Олігогідрамніон                                                                                    |
| (O41.1) | Інфекція амніотичної порожнини та оболонок плода                                                   |
| (O41.8) | Інші уточнені ураження, пов'язані з амніотичною рідиною і оболонками плода                         |
| (O41.9) | Ураження, пов'язані з амніотичною рідиною та оболонками плода, неуточнене                          |
| (O42)   | Передчасний розрив плідних оболонок                                                                |
| (O42.0) | Передчасний розрив навколоплідних оболонок в межах 24 годин від початку пологів                    |
| (O42.0) | Передчасний розрив навколоплідних оболонок при пологах, відстрочених терапевтичним шляхом          |
| (O42.1) | Передчасний розрив навколоплідних оболонок через 24 години від початку пологів                     |
| (O42.9) | Передчасний розрив навколоплідних оболонок, неуточнений                                            |
| (O43)   | Патологічні стани плаценти                                                                         |
| (O43.0) | Синдром плацентарної трансфузії                                                                    |
| (O43.1) | Вади розвитку плаценти                                                                             |
| (O43.8) | Інші порушення плаценти                                                                            |
| (O43.9) | Порушення плаценти, неуточнене                                                                     |
| (O44)   | Передлежання плаценти                                                                              |
| (O44.0) | Передлежання плаценти, без кровотечі                                                               |
| (O44.1) | Передлежання плаценти з кровотечею                                                                 |
| (O45)   | Передчасне відшарування плаценти (відторгнення плаценти)                                           |
| (O45.0) | Передчасне відшарування плаценти з порушенням згортання крові                                      |
| (O45.8) | Інше передчасне відшарування плаценти                                                              |
| (O45.9) | Передчасне відділення плаценти, неуточнене                                                         |
| (O46)   | Допологова кровотеча, не класифікована в інших рубриках                                            |
| (O46.0) | Допологова кровотеча, пов'язана з порушенням згортання крові                                       |
| (O46.8) | Інша допологова кровотеча                                                                          |
| (O46.9) | Допологова кровотеча, неуточнена                                                                   |
| (O47)   | Удавані перейми                                                                                    |
| (O47.0) | Удавані перейми в строки до 37 повних тижнів вагітності                                            |
| (O47.1) | Удавані перейми в строки на або після 37 повних тижнів вагітності                                  |
| (O47.9) | Удавані перейми, неуточнені                                                                        |
| (O48)   | Переношена вагітність                                                                              |

### (O60-O75) Ускладнення пологової діяльності та пологів
| (O60)   | Передчасні пологи |
| (O61)   | Невдале провокування пологової діяльності                                                                            |
| (O61.0) | Невдале провокування пологової діяльності медикаментами                                                              |
| (O61.1) | Невдале провокування пологової діяльності інструментальними методами                                                 |
| (O61.8) | Інше невдале провокування пологової діяльності                                                                       |
| (O61.9) | Невдале провокування пологової діяльності, неуточнене                                                                |
| (O62)   | Порушення сили пологової діяльності                                                                                  |
| (O62.0) | Первинна слабість пологової діяльності                                                                               |
| (O62.1) | Вторинна інерція матки                                                                                               |
| (O62.2) | Інша інерція матки                                                                                                   |
| (O62.3) | Стрімкі пологи |
| (O62.4) | Гіпертонічні, некоординовані та затяжні скорочення матки                                                             |
| (O62.8) | Інші порушення сили пологової діяльності                                                                             |
| (O62.9) | Порушення сили пологової діяльності, неуточнене                                                                      |
| (O63)   | Затяжні пологи |
| (O63.0) | Затяжний перший період (пологів)                                                                                     |
| (O63.1) | Затяжний другий період (пологів)                                                                                     |
| (O63.2) | Затримка народження другого плода із двійні, трійні тощо                                                             |
| (O63.9) | Затяжні пологи, неуточнені                                                                                           |
| (O64)   | Утруднені пологи внаслідок неправильного положення або передлоги плоду                                               |
| (O64.0) | Утруднені пологи внаслідок неповного повороту головки плода                                                          |
| (O64.1) | Утруднені пологи внаслідок сідничного передлежання                                                                   |
| (O64.2) | Утруднені пологи внаслідок лицьового передлежання                                                                    |
| (O64.3) | Утруднені пологи внаслідок лобного передлежання                                                                      |
| (O64.4) | Утруднені пологи внаслідок передлежання плечика                                                                      |
| (O64.5) | Утруднені пологи внаслідок складного передлежання                                                                    |
| (O64.8) | Утруднені пологи внаслідок іншого неправильного положення та передлежання плода                                      |
| (O64.9) | Утруднені пологи внаслідок неправильного положення та передлежання плода, неуточнені                                 |
| (O65)   | Утруднені пологи внаслідок аномалії таза матері                                                                      |
| (O65.0) | Утруднені пологи внаслідок деформованого тазу                                                                        |
| (O65.1) | Утруднені пологи внаслідок загальнорівномірнозвуженого тазу                                                          |
| (O65.2) | Утруднені пологи внаслідок звуженого входу в таз                                                                     |
| (O65.3) | Утруднені пологи внаслідок звуженого виходу та серединної порожнини тазу                                             |
| (O65.4) | Утруднені пологи внаслідок фетотазової диспропорції, неуточнені                                                      |
| (O65.5) | Утруднені пологи внаслідок аномалії органів малого тазу матері                                                       |
| (O65.8) | Утруднені пологи внаслідок інших аномалій тазу матері                                                                |
| (O65.9) | Утруднені пологи внаслідок аномалії тазу матері, неуточнені                                                          |
| (O66)   | Інші утруднені пологи                                                                                                |
| (O66.0) | Утруднені пологи (дистоція) внаслідок аномалії плечика                                                               |
| (O66.1) | Утруднені пологи внаслідок сплетіння близнюків                                                                       |
| (O66.2) | Утруднені пологи внаслідок незвично великого плода                                                                   |
| (O66.3) | Утруднені пологи внаслідок інших аномалій плода                                                                      |
| (O66.4) | Невдала спроба викликати пологи, неуточнена                                                                          |
| (O66.5) | Невдале застосування вакуум-екстрактора та щипців, неуточнене                                                        |
| (O66.8) | Інші уточнені утруднені пологи                                                                                       |
| (O66.9) | Утруднені пологи, неуточнені                                                                                         |
| (O67)   | Пологова діяльність та розродження, ускладнені кровотечею під час пологів, не класифіковані в інших рубриках         |
| (O67.0) | Кровотеча під час пологів з порушенням згортання крові                                                               |
| (O67.8) | Інша кровотеча під час пологів                                                                                       |
| (O67.9) | Кровотеча під час пологів, неуточнена                                                                                |
| (O68)   | Пологова діяльність та розродження, ускладнені стресом плода (дистресом)                                             |
| (O68.0) | Пологова діяльність та розродження, ускладнені порушенням ритму серця плода                                          |
| (O68.1) | Пологова діяльність та розродження, ускладнені наявністю меконію в амніотичній рідині                                |
| (O68.2) | Пологова діяльність та розродження, ускладнені порушенням ритму серця плода з наявністю меконію в амніотичній рідині |
| (O68.3) | Пологова діяльність та розродження, ускладнені біохімічно підтвердженим стресом плода                                |
| (O68.8) | Пологова діяльність та розродження, ускладнені іншим підтвердженням стресу плода                                     |
| (O68.9) | Пологова діяльність та розродження, ускладнені стресом плода, неуточнені                                             |
| (O69)   | Пологова діяльність та розродження, ускладнені патологічними станами пуповини                                        |
| (O69.0) | Пологова діяльність та розродження, ускладнені випаданням пуповини                                                   |
| (O69.1) | Пологова діяльність та розродження, ускладнені обвиттям пуповини навколо шиї зі здавленням                           |
| (O69.2) | Пологова діяльність та розродження, ускладнені іншою патологією пуповини                                             |
| (O69.3) | Пологова діяльність та розродження, ускладнені короткою пуповиною                                                    |
| (O69.4) | Пологова діяльність та розродження, ускладнені vasa praevia                                                          |
| (O69.5) | Пологова діяльність та розродження, ускладнені ураження судин пуповини                                               |
| (O69.8) | Пологова діяльність та розродження, ускладнені іншими порушеннями пуповини                                           |
| (O69.9) | Пологова діяльність та розродження, ускладнені порушенням пуповини, неуточнені                                       |
| (O70)   | Розрив промежини при розродженні                                                                                     |
| (O70.0) | Розрив промежини 1-го ступеня під час розродження                                                                    |
| (O70.1) | Розрив промежини 2-го ступеню під час розродження                                                                    |
| (O70.2) | Розрив промежини 3-го ступеню під час розродження                                                                    |
| (O70.3) | Розрив промежини 4-го ступеню під час розродження                                                                    |
| (O70.9) | Розрив промежини під час розродження, неуточнений                                                                    |
| (O71)   | Інша акушерська травма                                                                                               |
| (O71.0) | Розрив матки до початку пологової діяльності                                                                         |
| (O71.1) | Розрив матки під час пологової діяльності                                                                            |
| (O71.2) | Виворот матки по закінченні пологів                                                                                  |
| (O71.3) | Акушерський розрив шийки матки                                                                                       |
| (O71.4) | Акушерський високий одиничний розрив вагіни                                                                          |
| (O71.5) | Інше акушерське ушкодження тазових органів                                                                           |
| (O71.6) | Акушерське ушкодження тазових зчленувань та зв'язок                                                                  |
| (O71.7) | Акушерська гематома таза                                                                                             |
| (O71.8) | Інша уточнена акушерська травма                                                                                      |
| (O71.9) | Акушерська травма, неуточнена                                                                                        |
| (O72)   | Післяпологова кровотеча                                                                                              |
| (O72.0) | Кровотеча в третьому періоді пологів                                                                                 |
| (O72.1) | Інша кровотеча в ранньому післяпологовому періоді                                                                    |
| (O72.2) | Пізня або вторинна післяпологова кровотеча                                                                           |
| (O72.3) | Післяпологове порушення згортання крові                                                                              |
| (O73)   | Затримка плаценти та навколоплідних оболонок, без кровотечі                                                          |
| (O73.0) | Затримка плаценти без кровотечі                                                                                      |
| (O73.1) | Затримка частини плаценти та плідних оболонок, без кровотечі                                                         |
| (O74)   | Ускладнення внаслідок анестезії під час пологової діяльності та розродження                                          |
| (O74.0) | Аспіраційний пневмоніт внаслідок анестезії під час пологової діяльності та розродження                               |
| (O74.1) | Інші легеневі ускладнення внаслідок анестезії під час пологової діяльності та розродженні                            |
| (O74.2) | Кардіологічні ускладнення внаслідок анестезії під час пологової діяльності та розродженні                            |
| (O74.3) | Ускладнення центральної нервової системи внаслідок анестезії під час пологової діяльності та розродженні             |
| (O74.4) | Токсична реакція на місцеву анестезію під час пологової діяльності та розродженні                                    |
| (O74.5) | Головні болі, причинені спінальною та епідуральною анестезією під час пологової діяльності та розродженні            |
| (O74.6) | Інші ускладнення внаслідок спінальної та епідуральної анестезії під час пологової діяльності та розродженні          |
| (O74.7) | Невдала або утруднена інтубація під час пологової діяльності та розродженні                                          |
| (O74.8) | Інші ускладнення внаслідок анестезії під час пологової діяльності та розродженні                                     |
| (O74.9) | Ускладнення внаслідок анестезії під час пологової діяльності та розродженні, неуточнене                              |
| (O75)   | Інші ускладнення пологової діяльності та розродження, не класифіковані в інших рубриках                              |
| (O75.0) | Дистрес матері під час пологової діяльності та розродженні                                                           |
| (O75.1) | Шок під час пологової діяльності та розродженні                                                                      |
| (O75.2) | Пірексія під час пологової діяльності, не класифікована в інших рубриках                                             |
| (O75.3) | Інша інфекція під час пологової діяльності                                                                           |
| (O75.4) | Інші ускладнення внаслідок акушерської хірургії та процедур                                                          |
| (O75.5) | Запізніле розродження після штучного розриву плідних оболонок                                                        |
| (O75.6) | Запізніле розродження після спонтанного або неуточненого розриву плідних оболонок                                    |
| (O75.7) | Вагінальне розродження після попереднього кесаревого розтину                                                         |
| (O75.8) | Інші уточнені ускладнення пологової діяльності та розродження                                                        |
| (O75.9) | Ускладнення пологової діяльності та розродження, неуточнене                                                          |

### (O80-O84) Характер розродження
| (O80)   | Пологи одноплідні, самовільне розродження                                       |
| (O80.0) | Самовільне розродження при тім'яному передлежанні плода                         |
| (O80.1) | Самовільне розродження при сідничному передлежанні плода                        |
| (O80.8) | Інші одноплідні пологи з самовільним розродженням                               |
| (O80.9) | Одноплідні пологи з самовільним розродженням, неуточнені                        |
| (O81)   | Пологи одноплідні, розродження за допомогою щипців та вакуумного екстрактора    |
| (O81.0) | Розродження з накладанням низьких щипців                                        |
| (O81.2) | Накладання порожнинних, середніх щипців з поворотом                             |
| (O81.3) | Інше та неуточнене накладання щипців при розродженні                            |
| (O81.4) | Розродження шляхом застосування вакуум-екстрактора                              |
| (O81.5) | Відсмоктування при розродженні шляхом комбінації щипців та вакуум-екстрактора   |
| (O82)   | Пологи одноплідні, розродження з допомогою кесаревого розтину                   |
| (O82.0) | Розродження шляхом факультативного кесаревого розтину                           |
| (O82.1) | Розродження шляхом невідкладного кесаревого розтину                             |
| (O82.2) | Розродження шляхом гістеректомії при кесаревому розтині                         |
| (O82.8) | Інші одноплодні пологи з розродженням шляхом кесаревого розтину                 |
| (O82.9) | Розродження з кесаревим розтином, неуточнене                                    |
| (O83)   | Пологи одноплідні, розродження з іншими видами акушерської допомоги             |
| (O83.0) | Витягнення плода за сідниці                                                     |
| (O83.1) | Інші види акушерської допомоги при розродженні з сідничним передлежанням плода  |
| (O83.2) | Інша акушерська-ручна допомога при розродженні                                  |
| (O83.3) | Розродження життєздатним плодом при черевній позаматковій вагітності            |
| (O83.4) | Деструктивна операція при розродженні                                           |
| (O83.8) | Інші уточнені види акушерської допомоги при розродженні при одноплідних пологах |
| (O83.9) | Одноплідні пологи з акушерською допомогою при розродженні, неуточнені           |
| (O84)   | Багатоплідні пологи                                                             |
| (O84.0) | Багатоплідні пологи, всі розродження самовільні                                 |
| (O84.1) | Багатоплідні пологи, всі розродження за допомогою щипців та вакуум-екстрактора  |
| (O84.2) | Багатоплідні пологи, всі розродження шляхом кесаревого розтину                  |
| (O84.8) | Багатоплідні пологи з іншим методом розродження                                 |
| (O84.9) | Багатоплідні пологи з методом розродження неуточненим                           |

### (O85-O92) Ускладнення, переважно пов'язані зпісляпологовим періодом
| (O85)   | Післяпологовий сепсис                                                                           |
| (O86)   | Інші післяпологові інфекції                                                                     |
| (O86.0) | Інфекція від акушерської хірургічної рани                                                       |
| (O86.1) | Інша інфекція статевих шляхів, яка виникла після розродження                                    |
| (O86.2) | Інфекція сечових шляхів, яка виникла після розродження                                          |
| (O86.3) | Інші інфекції сечостатевих шляхів, які виникли після розродження                                |
| (O86.4) | Пірексія невідомої етнології, яка виникла після розродження                                     |
| (O86.8) | Інші уточнені післяпологові інфекції                                                            |
| (O87)   | Венозні ускладнення в післяпологовому періоді                                                   |
| (O87.0) | Поверхневий тромбофлебіт в післяпологовому періоді                                              |
| (O87.1) | Глибокий флеботромбоз в післяпологовому періоді                                                 |
| (O87.2) | Геморой в післяпологовому періоді                                                               |
| (O87.3) | Центральний венозний тромбоз в післяпологовому періоді                                          |
| (O87.8) | Інші венозні ускладнення в післяпологовому періоді                                              |
| (O87.9) | Венозне ускладнення в післяпологовому періоді, неуточнене                                       |
| (O88)   | Акушерська емболія                                                                              |
| (O88.0) | Акушерська повітряна емболія                                                                    |
| (O88.1) | Емболія амніотичною рідиною                                                                     |
| (O88.2) | Акушерська емболія згустком крові                                                               |
| (O88.3) | Акушерська піємічна та септична емболія                                                         |
| (O88.8) | Інша акушерська емболія                                                                         |
| (O89)   | Ускладнення від анестезії під час післяпологового періоду                                       |
| (O89.0) | Легеневі ускладнення внаслідок анестезії під час післяпологового періоду                        |
| (O89.1) | Кардіологічні ускладнення внаслідок анестезії під час післяпологового періоду                   |
| (O89.2) | Ускладнення центральної нервової системи внаслідок анестезії під час післяпологового періоду    |
| (O89.3) | Токсична реакція на місцеву анестезію під час післяпологового періоду                           |
| (O89.4) | Головні болі, спричинені спінальною та епідуральною анестезією під час післяпологового періоду  |
| (O89.5) | Інші ускладнення внаслідок спінальної та епідуральної анестезії під час післяпологового періоду |
| (O89.6) | Невдала або утруднена інтубація під час післяпологового періоду                                 |
| (O89.8) | Інші ускладнення внаслідок анестезії під час післяпологового періоду                            |
| (O89.9) | Ускладнення внаслідок анестезії під час післяпологового періоду, неуточнене                     |
| (O90)   | Ускладнення післяпологового періоду, не класифіковані в інших рубриках                          |
| (O90.0) | Розходження швів після кесаревого розтину                                                       |
| (O90.1) | Розходження швів промежини                                                                      |
| (O90.2) | Гематома акушерської рани                                                                       |
| (O90.3) | Кардіоміопатія в післяпологовому періоді                                                        |
| (O90.4) | Післяпологова гостра ниркова недостатність                                                      |
| (O90.5) | Післяпологовий тиреоїдит                                                                        |
| (O90.8) | Інші ускладнення післяпологового періоду, не класифіковані в інших рубриках                     |
| (O90.9) | Ускладнення післяпологового періоду, неуточнене                                                 |
| (O91)   | Інфекції молочної залози, пов'язані з дітородінням                                              |
| (O91.0) | Інфекція соска, пов'язана з дітородінням                                                        |
| (O91.1) | Абсцес молочної залози, пов'язаний з дітородінням                                               |
| (O91.2) | Негнійний мастит, пов'язаний з дітородінням                                                     |
| (O92)   | Інші ураження молочної залози та розлади лактації, пов'язані з дітородінням                     |
| (O92.0) | Втягнутий сосок, пов'язаний з дітородінням                                                      |
| (O92.1) | Тріщина соска, пов'язана з дітородінням                                                         |
| (O92.2) | Інші та неуточнені ураження молочної залози, пов'язані з дітородінням                           |
| (O92.3) | Агалактія                                                                                       |
| (O92.4) | Гіпогалактія                                                                                    |
| (O92.5) | Подавлена лактація                                                                              |
| (O92.6) | Галакторея                                                                                      |
| (O92.7) | Інші та неуточнені розлади лактації                                                             |

### (O94-O99) Інші акушерські стани, не класифіковані в інших рубриках
| (O95)   | Акушерська смерть матері з неуточненої причини |
| (O96)   | Смерть матері по будь-якій акушерській причині, пізніше 42 діб, але раніше року після родів                                                            |
| (O97)   | Смерть від наслідків прямих акушерських причин |
| (O98)   | Інфекційні та паразитарні хвороби матері, класифіковані в інших рубриках, та ускладнюючі вагітність, пологи та післяпологовий період                   |
| (O98.0) | Туберкульоз, який ускладнює вагітність, пологи та |
| (O98.1) | Сифіліс, який ускладнює вагітність, пологи та піс- |
| (O98.2) | Гонорея, яка ускладнює вагітність, пологи та післяпологовий період                                                                                     |
| (O98.3) | Інші інфекції, які передаються переважно статевим шляхом та які ускладнюють вагітність, пологи та післяпологовий період                                |
| (O98.4) | Вірусний гепатит, який ускладнює вагітність, пологи та післяпологовий період                                                                           |
| (O98.5) | Інші вірусні хвороби, які ускладнюють вагітність, пологи та післяпологовий період                                                                      |
| (O98.6) | Протозойні хвороби, які ускладнюють вагітність, пологи та післяпологовий період                                                                        |
| (O98.8) | Інші інфекційні та паразитарні хвороби матері, які ускладнюють вагітність, пологи та післяпологовий період                                             |
| (O98.9) | Неуточнена інфекційна чи паразитарна хвороба матері, яка ускладнює вагітність, пологи та післяпологовий період                                         |
| (O99)   | Інші хвороби матері, класифіковані в інших рубриках, які ускладнюють вагітність, пологи та післяпологовий період                                       |
| (O99.0) | Анемія, яка ускладнює вагітність, пологи та післяпологовий період                                                                                      |
| (O99.1) | Інші хвороби крові та кровотворних органів та деякі порушення, залучаючи імунний механізм, які ускладнюють вагітність, пологи та післяпологовий період |
| (O99.2) | Ендокринні, трофічні та метаболічні хвороби, які ускладнюють вагітність, пологи та післяпологовий період                                               |
| (O99.3) | Психічні розлади та хвороби нервової системи, які ускладнюють вагітність, пологи та післяпологовий період                                              |
| (O99.4) | Серцево-судинні хвороби, які ускладнюють вагітність, пологи та післяпологовий період                                                                   |
| (O99.5) | Хвороби дихальної системи, які ускладнюють вагітність, пологи та післяпологовий період                                                                 |
| (O99.6) | Хвороби травної системи, які ускладнюють вагітність, пологи та післяпологовий період                                                                   |
| (O99.7) | Хвороби шкіри та підшкірної тканини, які ускладнюють вагітність, пологи та післяпологовий період                                                       |
| (O99.8) | Інші хвороби та стани, які ускладнюють вагітність, пологи та післяпологовий період                                                                     |

## Виноски
1. ↑  International Statistical Classification of Diseases and Related Health Problems 10th Revision. Version:2015 (англ.). World Health Organization. Процитовано 15 листопада 2015. (англ.)
2. ↑  Клініко-статистична класифікація хвороб, розроблена на базі МКХ-10 (проект) (укр.). Міністерство охорони здоров'я України. Процитовано 15 листопада 2015. (укр.)